# ATC代码 (A09)
ATC代码A09（消化药,含酶）是解剖学治疗学及化学分类系统的一个药物分组，这是由世界卫生组织药物统计方法整合中心所制定的药品及其它医用产品的官方分类系统。分组A09是A消化系统和代谢系统的一部分。
兽用代码（ATCvet码）可以在人用ATC代码前加Q字母：QA09等。
国家ATC分类可能包括列表中没有的其它分类，列表为世界卫生组织（WHO）版本。

## A09A消化药,含酶（Digestives, including enzymes）

### A09AA酶制剂（Enzyme preparations）
A09AA01 淀粉酶（Diastase）
A09AA02 多酶(脂肪酶、蛋白酶等)（Multienzymes (lipase, protease, etc.)）
A09AA03 胃蛋白酶（Pepsin）
A09AA04 半乳糖苷酶（Tilactase）

### A09AB 酸制剂（Acid preparations）
A09AB01 谷氨酸盐酸盐（Glutamic acid hydrochloride）
A09AB02 甜菜碱盐酸盐（Betaine hydrochloride）
A09AB03 盐酸（Hydrochloric acid）
A09AB04 柠檬酸（Citric acid）

### A09AC 酶和酸制剂，复方（Enzyme and acid preparations, combinations）
A09AC01 胃蛋白酶和酸制剂（Pepsin and acid preparations）
A09AC02 多酶和酸制剂（Multienzymes and acid preparations）